# Euphorianthus euneurus
Euphorianthus euneurus là một loài thực vật có hoa trong họ Bồ hòn. Loài này được (Miq.) Leenh. mô tả khoa học đầu tiên năm 1988.